# The Post War Blues
The Post War Blues was een Amerikaans platenlabel, dat naoorlogse oude blues-opnames, eerder verschenen op 78 toerenplaten, opnieuw uitbracht op verzamel-lp's. Het was het eerste label dat dat op een systematische wijze deed. Het label werd in 1965 opgericht door Mike Rowe, die onder meer bekend is van zijn artikelen in Blues Unlimited en andere blues-tijdschriften en van zijn hoesteksten. Ook was hij de auteur van het boek Chicago Blues: The City and the Music.
De musici op het label waren in meerdere of mindere mate bekend. Onder hen Big Walter Horton, Joe Hill Louis, Willie Love, Charley Booker, Harmonica Frank, Driftin' Slim, Curley Weaver en Jesse Thomas.
De liner notes van de albums werden geschreven door Paul Oliver, Charles Radcliffe en Rowe.